# バルトロメーオ・カルドゥッチ
バルトロメーオ・カルドゥッチ（Bartolomeo Carducci、スペインでの名、Bartolomé Carducho、1560年頃 - 1608年11月14日）はイタリア生まれの画家である。

## 略歴
フィレンツェで生まれた。フィレンツェの建築家、バルトロメオ・アンマナーティのもとで働いた後、建築家、装飾画家のフェデリコ・ツッカリの弟子になった。1574年から1579年の間はツッカリの助手としてフィレンツェのサンタ・マリア・デル・フィオーレ大聖堂のドームの壁画を描き、さらにローマでもツッカリのもとで働いた。1885年からマドリードのエル・エスコリアル修道院の装飾画の仕事をするためにツッカリとスペインに旅した。この時弟の、ヴィンチェンツォ・カルドゥッチ(Vincenzo Carducci: 1576/78–1638)もスペインに伴い、ヴィンチェンツォも後に画家になった。ツッカリがイタリアに帰国した後も、カルドゥッチはスペインに留まり、スペインで結婚し、画家として働く一方、画商としてイタリアで購入した絵画を扱った。スペイン人画家、フランシスコ・ロペス(Francisco López: 1554-1629)とともに王立サンフェルペ修道院(Convento de San Felipe el Real)の装飾画を描いた。
1593年にフィレンツェの美術アカデミー(Accademia delle Arti del Disegno) の会員になり、1598年にスペイン王フェリペ3世の宮廷画家になった。1608年にマドリードで亡くなった。
代表作には1985年に制作され、現在プラド美術館に収蔵されている『キリストの十字架降架』などがある。

## 作品

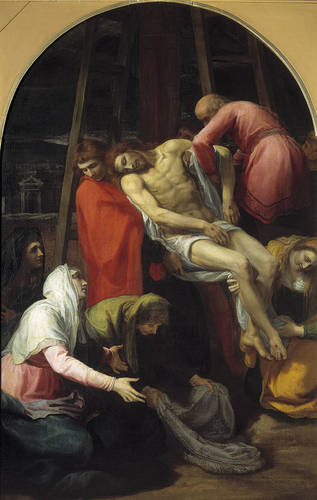
「キリストの十字架降架」
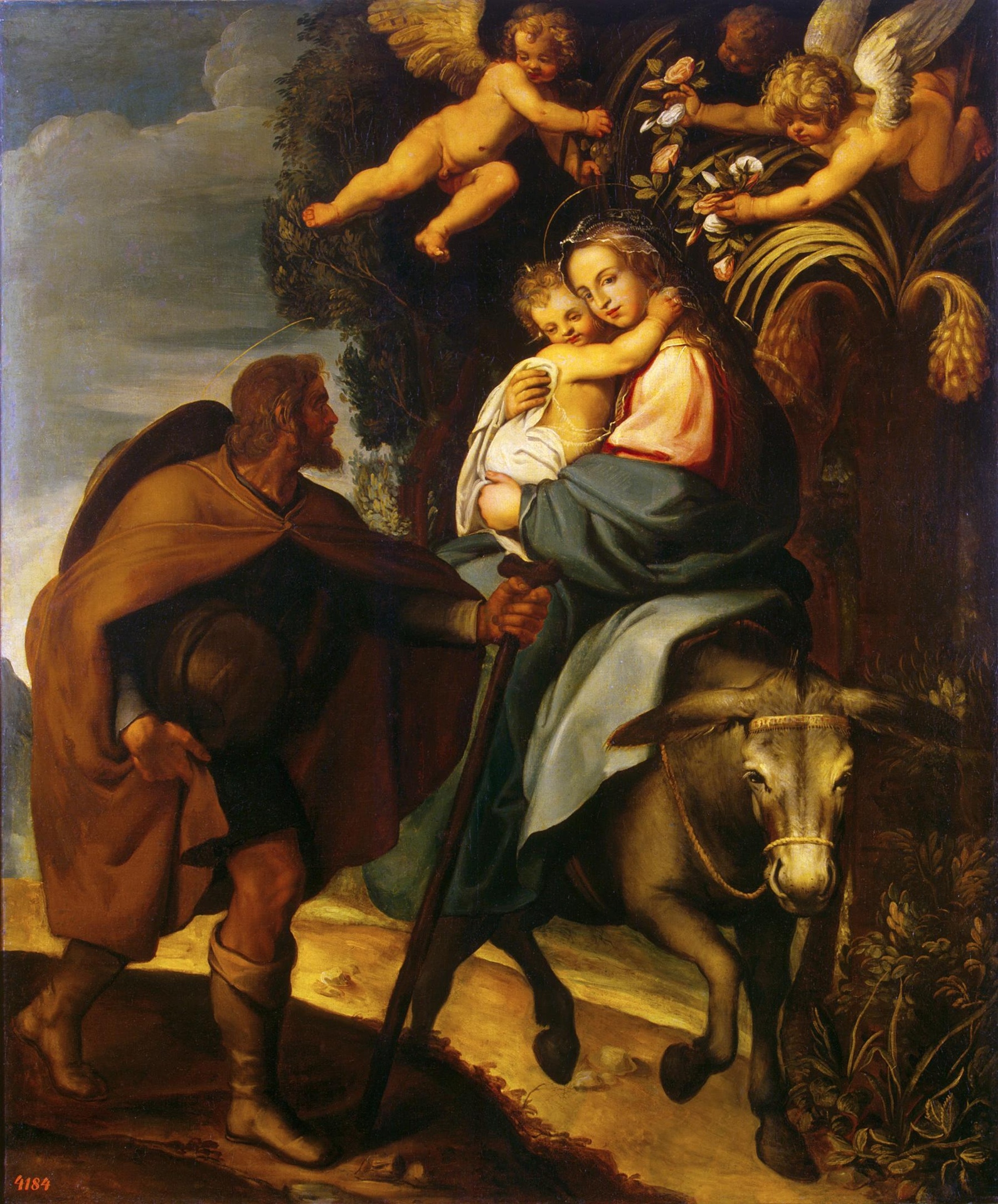
「エジプトへの逃避」(1600/1603)
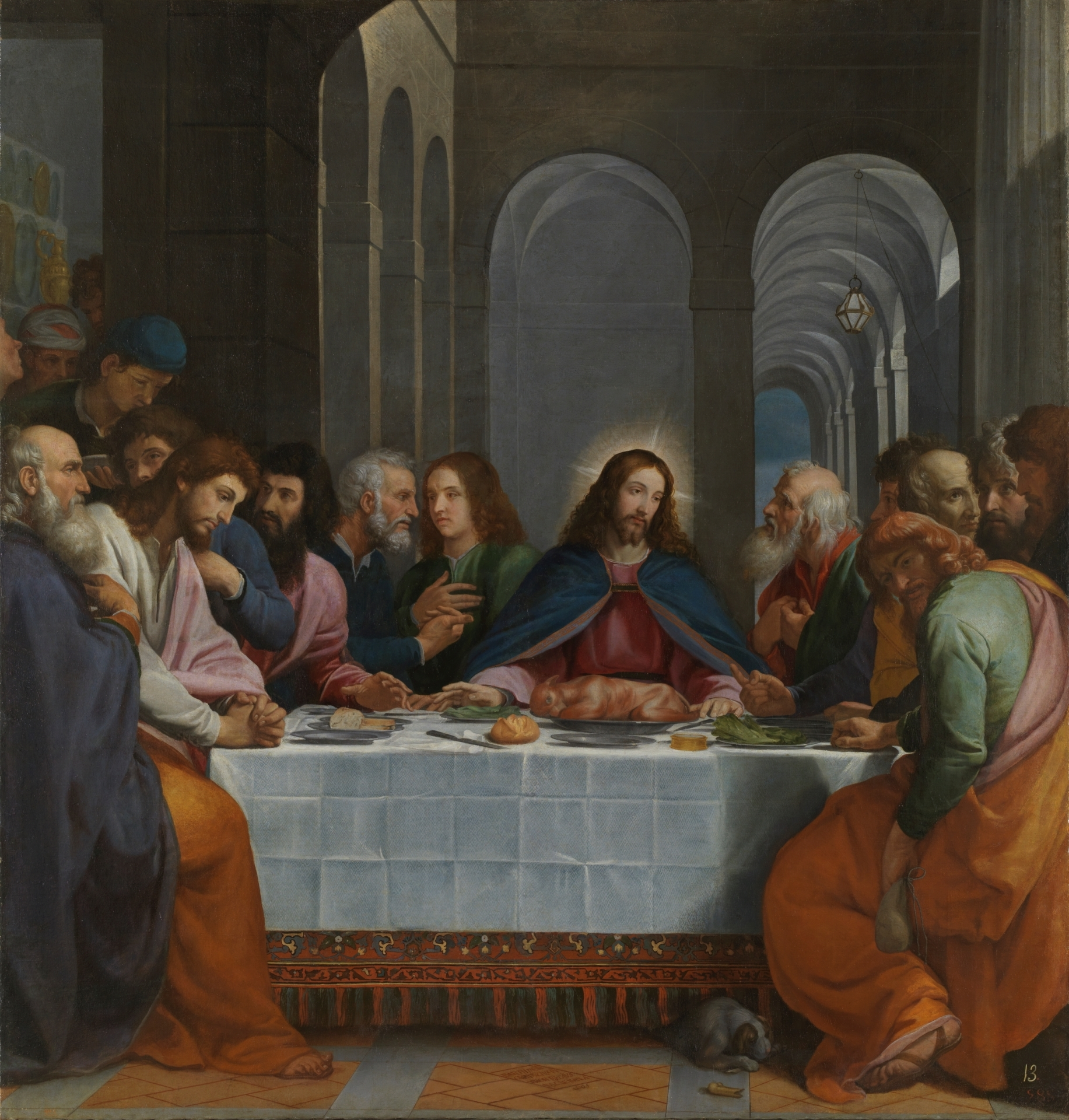
「最後の晩餐」(1605)